# Johann Friedrich Albrecht August Meyer
Johann Friedrich Albrecht August Meyer (* 12. Januar 1807 in Nusse; † 4. Dezember 1893 in Hamburg) war Autor und Jurist in Hamburg.

## Leben
Johann Friedrich Albrecht August Meyer war der Sohn von Franz Jacob Theodor Meyer (* 4. März 1756 in Behlendorf; † 14. Januar 1828 in Nusse), dem Pastor in Nusse und dessen zweiter Frau Anna Ulrike Moller (* 25. Dezember 1764 in Hamburg; † 16. April 1825 in Nusse), auch Anne Ulrika aus dem Hamburger Hanseatengeschlecht Moller vom Baum. Anna Ulrikes Vater war der Kaufmann Ulrich Moller und ihre Mutter Anna Dorothea Moller, geborene Boetefeur, Tochter von dem Kaufmann und Oberalten sowie Präses der Oberalten (1766) Philipp Boetefeur und Enkelin von dem Kaufmann Joachim Boetefeur, der 1709 bis 1710 Präses der Handelskammer Hamburg war und 1717 Ratsherr. Seine Cousine Anna Elisabeth Moller (* 1823) heiratete 1865 den Maler Friedrich Adolph Hornemann. 
Meyer besuchte in Hamburg das Johanneum und von Michaelis 1827 bis Ostern 1828 ein Gymnasium. Danach studierte er die Rechte an den Universitäten Jena, Heidelberg und Göttingen und kehrte als Doktor der Rechte nach Hamburg zurück. Ostern 1832 wurde er als Advokat aufgenommen. Er wurde Mitglied der Patriotischen Gesellschaft von 1765 und dort Bibliothekar. Immanuel Wohlwill schied 1838 als Bibliothekar aus und wurde durch Dr. Hermann Gries ersetzt, 1839 schied Gustav Lührsen aus und Johann Friedrich Albrecht August Meyer trat an seiner Stelle. Auch 1840 blieb Meyer mit Gries und zwei weiteren Bibliothekaren im Amt. Er wurde zudem Mitglied des neu gegründeten Vereins für Hamburgische Geschichte. Sein Notariat ist im Hamburger Staatskalender von 1853 eingetragen.

### Familie
Am 28. April 1841 heiratete er Minna Kunhardt (* 30. Juli 1814 in Hamburg; † 17. Juli 1885 in Hamburg), eine Tochter des Kaufmanns und Oberalten Carl Philipp Kunhardt und dessen Frau Henriette, geborene Geffcken, die eine Schwester von Heinrich Geffcken, Johannes Geffcken, Eduard Geffcken und dem Kaufmann und (wie auch dessen Bruder Heinrich) zeitweiligen Präses der Handelskammer Hamburg Gottfried Geffcken (1802–1842) war. Daniel Otto Kunhardt (er gründete mit dem Großvater von Carl Hagenbeck, François Hagenbeck, und dessen Bruder Charles eine Tapetenfabrik, die ihm später alleine gehörte) und Heinrich Kunhardt waren ebenfalls Minna Kunhardts Onkel. Friedrich Heinrich Geffcken war ihr Cousin. Aus der Ehe mit Minna ging mindestens ein Kind hervor, und zwar die Tochter Ida Dorothea (* 27. März 1842 in Hamburg; † 19. März 1892).
Sein Vater Franz Jacob Theodor Meyer (Sohn von Pastor Franz Meyer in Behlendorf und dessen Frau Margaretha Dorothea) war in erster Ehe seit dem 7. Juli 1789 mit Sabina Regina Sophia, geborene Reinhard († 28. Juni 1801), die Schwester von dem Oberhofprediger Franz Volkmar Reinhard, verheiratet und hatte mit ihr die Tochter Christiana Margaretha Jeanette Franziska Meyer, statt Jeanette auch Johanna (* 1792 in Nusse; † 16. August 1871, beerdigt am selben Tag in Ratzeburg). Diese heiratete am 11. Januar 1814 in Nusse den Möllner Kaufmann und späteren Polizeischreiber Joachim Heinrich Hoeltich (* um 1791; † ca. 1856) und gebar diesem um 1820 die Tochter Franziska und am 23. November 1825 einen Sohn. Vor seiner ersten Ehe mit Reinhards Tochter ließ Meyer 1777 ein Gedicht auf Joachim Matthias Lütkens und dessen Bürgermeisterwahl in Lübeck veröffentlichen und studierte an der Universität Wittenberg. Am 17. Oktober 1780 wurde er von seinem Dekan und späteren Schwager Franz Volkmar Reinhard zum Magister der freien Künste promoviert. 1788 wurde ihm die Pfarrstelle in Nusse übertragen.

## Schriften
- Ueber das hamburgische Intestat-Erbrecht, Perthes und Besser, Hamburg 1836 (Digitalisat)
- Mehrere Aufsätze in hamburgischen Zeitungen